# Acuamanala de Miguel Hidalgo
Acuamanala de Miguel Hidalgo är en kommun i Mexiko.   Den ligger i delstaten Tlaxcala, i den sydöstra delen av landet, 100 km öster om huvudstaden Mexico City. Antalet invånare är 5 711.
Följande samhällen finns i Acuamanala de Miguel Hidalgo:
- Acuamanala
- Concepción Chimalpa
- Guadalupe Hidalgo
- Olextla de Juárez